# ينبوع لاريجان الساخن
ينبوع لارجان الحار أو ينبوع لارجان المعدني أو ينبوع رينه الحراري (آبِ گرمِ معدنی لارجان) هو حمة تقع على بُعد نحو 73 كم جنوب مدينة آمل، بالقرب من جبل دماوند في إيران.
يحتوي على عدة أحواض استحمام فردية وبعض المسابح العامة للزوار، إضافة إلى حمامات. ويوجد للسياح فندق ونُزل وأماكن إقامة أخرى. يُعد ينبوع لارجان الحار من المعالم السياحية الرئيسية في محافظة مازندران، إيران. وتقع الينابيع الرئيسية في رينه.